# Enyalioides palpebralis
La lagartija de palo cornuda (Enyalioides palpebralis) es una especie de lagarto de la familia Hoplocercidae. Se distribuye por el este de Perú, norte de Bolivia y en Acre (Brasil). Habita bosques primarios entre los 100 y los 1300 metros de altitud.
Los adultos miden entre 20 y 26 cm de longitud, de los que la cola es más de la mitad de la longitud total. Tiene una cabeza grande con una protuberancia triangular a modo de visera sobre los ojos ques es muy característica de esta especie. Tiene una cresta de escamas puntiagudas a lo largo de la cabeza y el dorso, aunque esta es interrumpida a la altura del cuello lo que la diferencia de otras especies similares como Enyalioides laticeps. El color de su dorso varía entre marrón y verde con motas oscuras en el cuello y hombros. Suele tener una mancha roja o naranja en el lateral de cuello. Los laterales del cuerpo pueden tener un patrón reticulado oscuro. El vientre varía de blanco a marrón claro. Los machos tienen motas o manchas pálidas en el cuerpo y la garganta es amarilla. Las garganta de las hembras es marrón. Las hembras también tienen una banda o moteado marrón pálido que va desde la pata delantera a la cabeza.

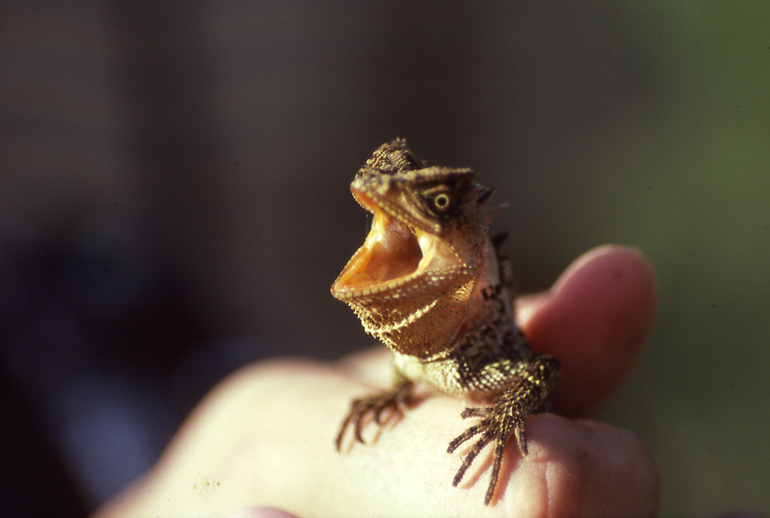
Juvenil mostrando el interior de la boca.

Este lagarto es por lo general arbóreo y diurno. Se alimenta de pequeños artrópodos. Caza por emboscada, esperando quieto a que sus presas se acerquen. Los machos luchan entre ellos mordiéndo la protuberancia sobre el ojo o la cresta de la cabeza de sus oponentes. También muerden la cresta de la cabeza de las hembras durante el apareamiento. Las hembras ponen entre 2 y 4 huevos.